# Diéval
Diéval ist eine französische Gemeinde mit 715 Einwohnern (Stand: 1. Januar 2022) im Département Pas-de-Calais in der Region Hauts-de-France. Sie gehört zum Arrondissement Béthune und zum Kanton Auchel. 

## Geographie
Die Gemeinde Diéval liegt im Osten des Artois, etwa 17 Kilometer südwestlich von Béthune an der Quelle der Biette. Umgeben wird Diéval von den Nachbargemeinden Camblain-Châtelain im Norden, Ourton im Nordosten (zusätzlich mit einer Enklave von Ourton), La Comté im Osten und Südosten, Bajus im Südosten, La Thieuloye im Süden sowie Bours im Westen.

## Bevölkerungsentwicklung
| Jahr                       | 1962 | 1968 | 1975 | 1982 | 1990 | 1999 | 2006 | 2013 | 2022 |
| Einwohner                  | 747  | 699  | 678  | 656  | 653  | 665  | 710  | 771  | 715  |
| Quellen: Cassini und INSEE |      |      |      |      |      |      |      |      |      |

## Sehenswürdigkeiten
- Kirche Notre-Dame aus dem 17. Jahrhundert

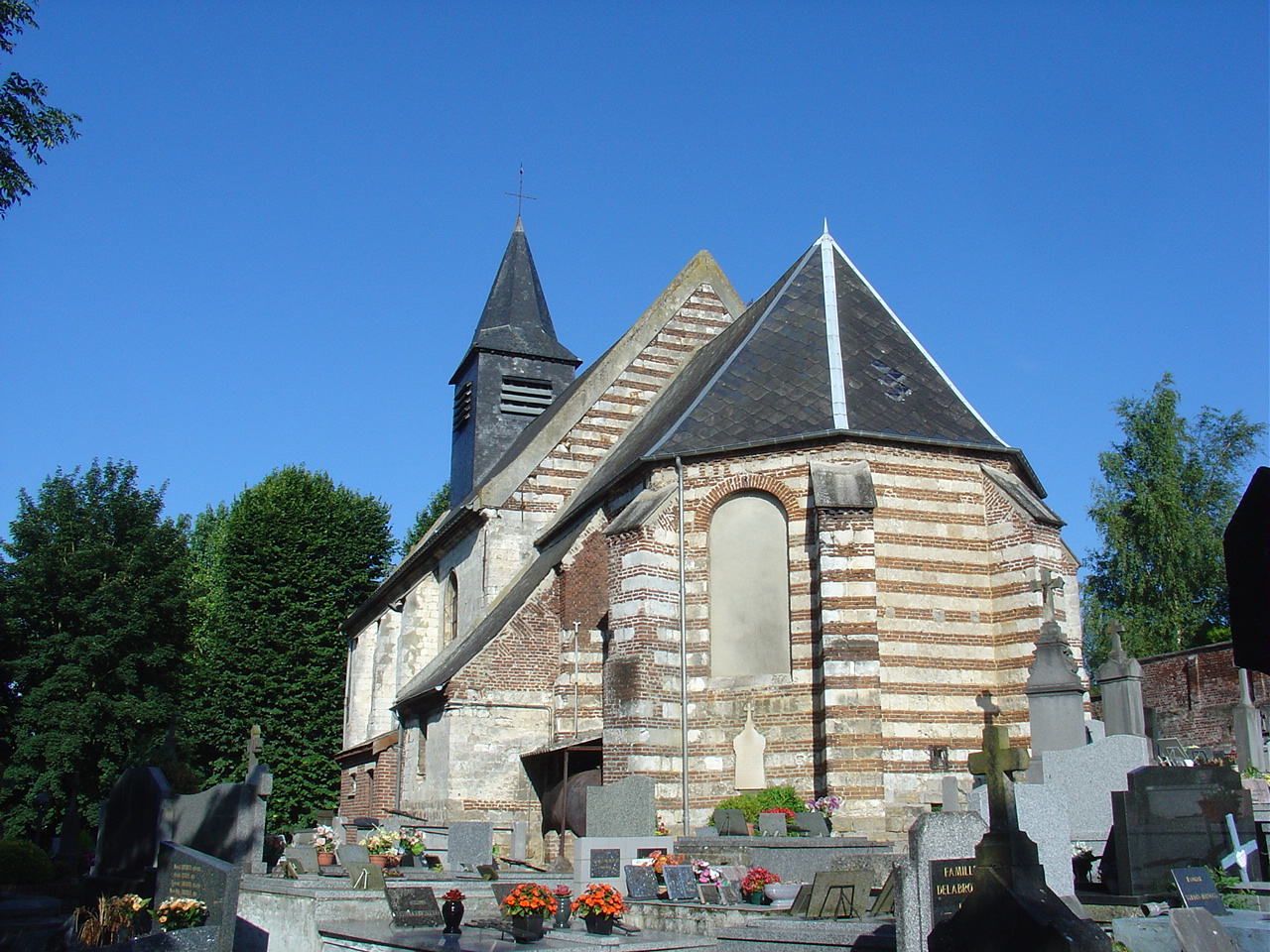
Kirche Notre-Dame

- Schloss Diéval
- Bienenmuseum

## Persönlichkeiten
- André-Léonce-Joseph Eloy (1864–1947), römisch-katholischer Ordensgeistlicher und Apostolischer Vikar des Bistums Vinh